# Список ныне живущих архиереев Православной церкви в Америке
В списке представлены ныне живущие архиереи Православной Церкви в Америке.
Епископат Православной Церкви в Америке насчитывает (на 16 августа 2025 года) 18 человек, из них 13 — епархиальные архиереи, в том числе Предстоятель Церкви — Архиепископ Вашингтонский, митрополит всея Америки и Канады, 2 — викарные архиерея, 3 архиерея пребывают на покое.
Список составлен в порядке старшинства епископской хиротонии (первая дата в скобках после имени).
Старейший по возрасту архиерей Православной Церкви в Америке — архиепископ Детройтский и Румынский Нафанаил (Попп) (85 лет, родился 12 июня 1940 года); самый молодой — епископ Кливлендский, викарий Румынской епархии Андрей (Хоарште) (43 года, родился 13 июня 1982 года).

## Предстоятельство митрополитаИринея

### Хиротонии 1971 года
1. Серафим (Сигрист), епископ, бывший Сендайский (19 декабря 1971[1]; на покое с 2 апреля 2009)

## Предстоятельство митрополитаФеодосия

### Хиротонии 1980 года
1. Нафанаил (Попп), архиепископ Детройтский и Румынский (15 ноября 1980; на кафедре с 17 ноября 1984)

### Хиротонии 1990 года
1. Лазарь (Пухало), архиепископ, бывший Оттавский и Канадский (28 сентября 1990[2]; на покое с 17 июня 2002)

## Предстоятельство митрополитаГермана

### Хиротонии 2004 года
1. Тихон (Моллард), архиепископ Вашингтонский, митрополит всея Америки и Канады (14 февраля 2004; избран предстоятелем 13 ноября 2012)
2. Вениамин (Питерсон), архиепископ, бывший Сан-Францисский и Западный (1 мая 2004; на покое с 15 июля 2025)
3. Марк (Мэймон), архиепископ Филадельфийский и Восточно-Пенсильванский (5 декабря 2004[3]; на кафедре с 18 марта 2014)

### Хиротонии 2005 года
1. Алексий (Пачеко-Вера), архиепископ Мексиканский (28 мая 2005; на кафедре со дня хиротонии)

## Предстоятельство митрополитаИоны

### Хиротонии 2009 года
1. Мелхиседек (Плеска), архиепископ Питтсбургский и Западно-Пенсильванский (27 июня 2009; на кафедре со дня хиротонии)
2. Ириней (Рошон), архиепископ Оттавский и Канадский (1 октября 2009; на кафедре с 21 октября 2014 года)

### Хиротонии 2010 года
1. Михаил (Дахулич), архиепископ Нью-Йоркский и Нью-Джерсийский (8 мая 2010; на кафедре со дня хиротонии)

### Хиротонии 2012 года
1. Александр (Голицын), архиепископ Далласский и Южный, управляющий Болгарской епархией (5 мая 2012; на кафедре с 29 марта 2016)

## Предстоятельство митрополитаТихона

### Хиротонии 2015 года
1. Даниил (Брум), архиепископ Чикагский и Среднезападный (24 января 2015; на кафедре с 18 июля 2022)

### Хиротонии 2020 года
1. Алексий (Трейдер), архиепископ Ситкинский и Аляскинский (25 января 2020; на кафедре с 15 марта 2022)
2. Андрей (Хоарште), епископ Кливлендский, викарий Румынской епархии (1 февраля 2020; на кафедре со дня хиротонии)

### Хиротонии 2021 года
1. Герасим (Элиэл), епископ Форт-Уэртский, викарий Епархии Юга (29 июня 2021; на кафедре со дня хиротонии)

### Хиротонии 2023 года
1. Никодим (Престон), епископ Бостонский и Албанский (16 сентября 2023; на кафедре со дня хиротонии)
2. Венедикт (Черчилль), епископ Хартфордский и Новоанглийский (2 декабря 2023; на кафедре со дня хиротонии)

### Хиротонии 2025 года
1. Василий (Пермяков), епископ Сан-Францисский и Западный (16 августа 2025; на кафедре со дня хиротонии)

## Бывшие иерархи в других юрисдикциях
1. Николай (Сораич), епископ, бывший Ситкинский, Анкориджский и Аляскинский (22 апреля 2001; на покое с 13 мая 2008 года; отпущён в РПЦЗ 24 марта 2014 года)[4]
2. Иона (Паффхаузен), митрополит, бывший архиепископ Вашингтонский, митрополит всея Америки и Канады (1 ноября 2008; на покое с 7 июля 2012; отпущён в РПЦЗ 15 июня 2015 года)[5]

## Бывшие иерархи, лишённые сана
1. Серафим (Сторхейм), бывший архиепископ Оттавский и Канадский (13 июня 1987; на покое с 20 сентября 2010; лишён сана 23 октября 2015[6])
2. Ириней (Дувля), бывший епископ Диарборн-Хайтский, викарий Румынской епархии (2 ноября 2002; лишён сана 21 июня 2017[7])